# Liste der denkmalgeschützten Objekte in Ottenthal
Die Liste der denkmalgeschützten Objekte in Ottenthal enthält die 8 denkmalgeschützten, unbeweglichen Objekte der Gemeinde Ottenthal.

## Denkmäler
| Foto |                 | Denkmal                                                                          | Standort                                     | Beschreibung | Metadaten |
| ---- | --------------- | -------------------------------------------------------------------------------- | -------------------------------------------- | --- | --- |
| ja   | Datei hochladen | Ortskapelle hl. Franziskus HERIS-ID: 26766 Objekt-ID: 23262                      | Guttenbrunn 58, bei Standort KG: Guttenbrunn | Die Ortskapelle hl. Franziskus am südlichen Ortsbeginn von Guttenbrunn hat ein schlichtes Langhaus mit Platzlgewölbe, einen möglicherweise älteren Kern und einen eingezogenen Chor mit rundem Schluss von 1965. Der Westturm wird von einem Zeltdach bekrönt, ist durch Lisenen gegliedert und verfügt über rundbogige Schallfenster. Die Glocke wurde 1673 gegossen. | BDA-Hist.: Q37904084 Status: § 2a Stand der BDA-Liste: 2025-06-30 Name: Ortskapelle hl. Franziskus GstNr.: 1 Ortskapelle Guttenbrunn, Gemeinde Ottenthal  |
| ja   | Datei hochladen | Figurenbildstock Maria Immaculata HERIS-ID: 26764 Objekt-ID: 23260               | Ottenthal 2 Standort KG: Ottenthal           | Die Mariensäule vor Haus Nr. 185 wurde 1882 errichtet. Die Maria-Immaculata-Statue ruht auf einer Säule über einem Sockel mit Reliefs. | BDA-Hist.: Q37904051 Status: § 2a Stand der BDA-Liste: 2025-06-30 Name: Figurenbildstock Maria Immaculata GstNr.: 3633/1                                  |
| ja   | Datei hochladen | Pfarrhof HERIS-ID: 26765 Objekt-ID: 23261                                        | Ottenthal 95 Standort KG: Ottenthal          | Der Pfarrhof von Ottenthal ist ein eingeschoßiger Bau mit Satteldach und schlichter Lisenengliederung. Über dem Portal ist das Wappen der Familie Trautson zu sehen. Die Eingangshalle verfügt über ein Kreuzgratgewölbe mit stuckierten Bändern. | BDA-Hist.: Q37904065 Status: § 2a Stand der BDA-Liste: 2025-06-30 Name: Pfarrhof GstNr.: 112/1                                                            |
| ja   | Datei hochladen | Figurenbildstock hl. Johannes Nepomuk HERIS-ID: 26763 Objekt-ID: 23259           | bei Ottenthal 141 Standort KG: Ottenthal     | Bei Ottenthal 141 befindet sich auf einem Steinsockel eine Statue des hl. Johannes Nepomuk aus dem Jahr 1898. | BDA-Hist.: Q37904035 Status: § 2a Stand der BDA-Liste: 2025-06-30 Name: Figurenbildstock hl. Johannes Nepomuk GstNr.: 3634/1                              |
| ja   | Datei hochladen | Kath. Pfarrkirche hl. Martin mit ehem. Friedhof HERIS-ID: 26758 Objekt-ID: 23253 | Ottenthal 95, neben Standort KG: Ottenthal   | Die Pfarrkirche hl. Martin ist ein barocker, hoch proportionierter Saalbau von 1704 mit eingezogenem, rund geschlossenem Chor im Norden und einem Ostturm. | BDA-Hist.: Q37903977 Status: § 2a Stand der BDA-Liste: 2025-06-30 Name: Kath. Pfarrkirche hl. Martin mit ehem. Friedhof GstNr.: 111 Pfarrkirche Ottenthal |
| ja   | Datei hochladen | Bildstock HERIS-ID: 26761 Objekt-ID: 23257                                       | Ottenthal 95, bei Standort KG: Ottenthal     | Der gotische Tabernakelpfeiler aus Sandstein wurde um 1480 errichtet. Die Pietà aus gebranntem Ton im Tabernakel wurde in jüngerer Zeit geschaffen. | BDA-Hist.: Q37904005 Status: § 2a Stand der BDA-Liste: 2025-06-30 Name: Bildstock GstNr.: 3633/1                                                          |
| ja   | Datei hochladen | Bildstock HERIS-ID: 26760 Objekt-ID: 23256                                       | Standort KG: Ottenthal                       | | BDA-Hist.: Q37903992 Status: § 2a Stand der BDA-Liste: 2025-06-30 Name: Bildstock GstNr.: 3633/1                                                          |
| ja   | Datei hochladen | Bildstock HERIS-ID: 26762 Objekt-ID: 23258                                       | Standort KG: Ottenthal                       | Der spätgotische Tabernakelpfeiler aus Sandstein wurde um 1490 errichtet. Auf einem wuchtigen, gekehlten Sockel ruht ein dreiseitig geöffnetes Lichthaus mit einem gemalten Bild der hl. Familie, darüber die hl. Dreifaltigkeit in Glorie. | BDA-Hist.: Q37904017 Status: § 2a Stand der BDA-Liste: 2025-06-30 Name: Bildstock GstNr.: 3633/1                                                          |